# Combibaan Gramsbergen
De Combibaan Gramsbergen is een skeeler- en ijsbaan in Gramsbergen in de provincie Overijssel. De baan ligt op 9 meter boven zeeniveau. In de zomer wordt de baan gebruikt om te skeeleren en in de winter wordt bij voldoende vorst de baan geprepareerd tot natuurijsbaan.
Niet-erkende ijsbanen